# Tambakromo (Cepu)
Tambakromo is een bestuurslaag in het regentschap Blora van de provincie Midden-Java, Indonesië. Tambakromo telt 5005 inwoners (volkstelling 2010).